# ازدهار
الازدهار هو حالة تتخطى مجرد البقاء على قيد الحياة، لتشمل النمو والتطور الإيجابي.

## تنمية الشباب
لقد أدى التوفيق بين المسارات المتاحة للبحث إلى الوصول لمنظور جديد لرؤية البحث والنظرية والممارسة في مجال تنمية الشباب. وبينما تركز نظرية تنمية الشباب الإيجابية على المرونة والكفاءة، يشجع الازدهار الباحثين في مجال تنمية الشباب والعلماء والممارسين على رؤية الشباب كأصول مجتمعية واجتماعية ينبغي دعمها وتنميتها. وقد حدد باحثو مركز 4-H لتنمية الشباب، هيك وسوبرامانيام وكارلوس (2010)، معنى الازدهار على النحو التالي: “الازدهار أمر مقصود وهادف، فهو يعني التنمية المثلى عبر مجموعة متنوعة من مجالات الحياة، مثل التنمية الاجتماعية والأكاديمية والاحترافية/المهنية، للوصول لهدف إيجابي".
الازدهار في الشباب هو مسار تصاعدي مميز : بالمعرفة والقدرة على الاستفادة من المصادر الداخلية للدوافع، أو المسببات (بنسن، 2008)؛ وهو عقلية نمو تزايدية موجهة ناحية التعلم (دويك، 2006)؛ ومهارات إدارة الهدف الضرورية للنجاح والنمو. الشباب الذين هم على طريق الوصول إلى أقصى إمكانياتهم يتمتعون بالمؤشرات التالية للازدهار: حب التعلم ومهارات الحياة والعادات الصحية والكفاءة العاطفية والمهارات الاجتماعية والعلاقات الإيجابية والنمو الروحي والشخصية والرعاية والثقة وسعة الحيلة الدائمة والعزيمة.
على الرغم من أن مفهوم الازدهار موجود في الأدب والبحث السريري والطبي لسنوات عديدة، إلا أن تطبيقه على تنمية الشباب الإيجابية قد تطور في الآونة الأخيرة. قامت مؤسسة الازدهار للشباب، منذ بدايتها عام 2000، بتحفيز إجراء دراسة عن الازدهار في مجال تنمية الشباب الإيجابية. يمكن أن يتسبب إنشاء استثمارات كبيرة في البحث العلمي، لتعريف الازدهار في الشباب والطرق التي تهتم بالبالغين، في تشجيع مسارات ازدهار الشباب. وقد قامت مؤسسة الازدهار للشباب بتمويل علماء بارزين في مجال تنمية الشباب الإيجابية لتعريف الازدهار ومؤشراته.
برنامج 4-H لتنمية الشباب بجامعة كاليفورنيا هو أول منظمة لتنمية الشباب في الدولة تستخدم إطار عمل الازدهار والمفاهيم على أساس نطاق واسع، مع التركيز على تدريب الشراكة بين الصغار والبالغين عبر الولايات المتحدة وتقييم نتائج الشباب الإيجابية.

## كتابات أخرى
- Benson, P. L., & Scales, P. C. (in press). “The Definition and Measurement of Thriving in Adolescence.” Journal of Positive Psychology.
- Damon, W. (2008). "The Path to Purpose." New York: Free Press.
- King, P. E.; Dowling, E. M.; Mueller, R. A.; White, K.; Schultz, W.; Osborn, P.; Dickerson, E.; Bobeck, D. L.; Lerner, R. M.; Benson, P. L.; & Scales, P. C. (2005). “Thriving in Adolescence: The Voices of Youth-Serving Practitioners, Parents, and Early and Late Adolescents. Journal of Early Adolescence, 25, 94–112.
- Lerner, R. (2007). "The Good Teen." New York: Three Rivers Press.
- Scales, P. C., & Benson, P. L. (2005). “Adolescence and Thriving.” In C. B. Fisher & R. M. Lerner, Eds., Encyclopedia of Applied Developmental Science, vol. I (pp. 15–19). Thousand Oaks: Sage.
- Scales, P. C., Benson, P. L., Leffert, N., & Blyth, D. A. (2000). “Contribution of Developmental Assets to the Prediction of Thriving among Adolescents.” Applied Developmental Science, 4, 27–46.